# 中国女装
维基百科，自由的百科全书

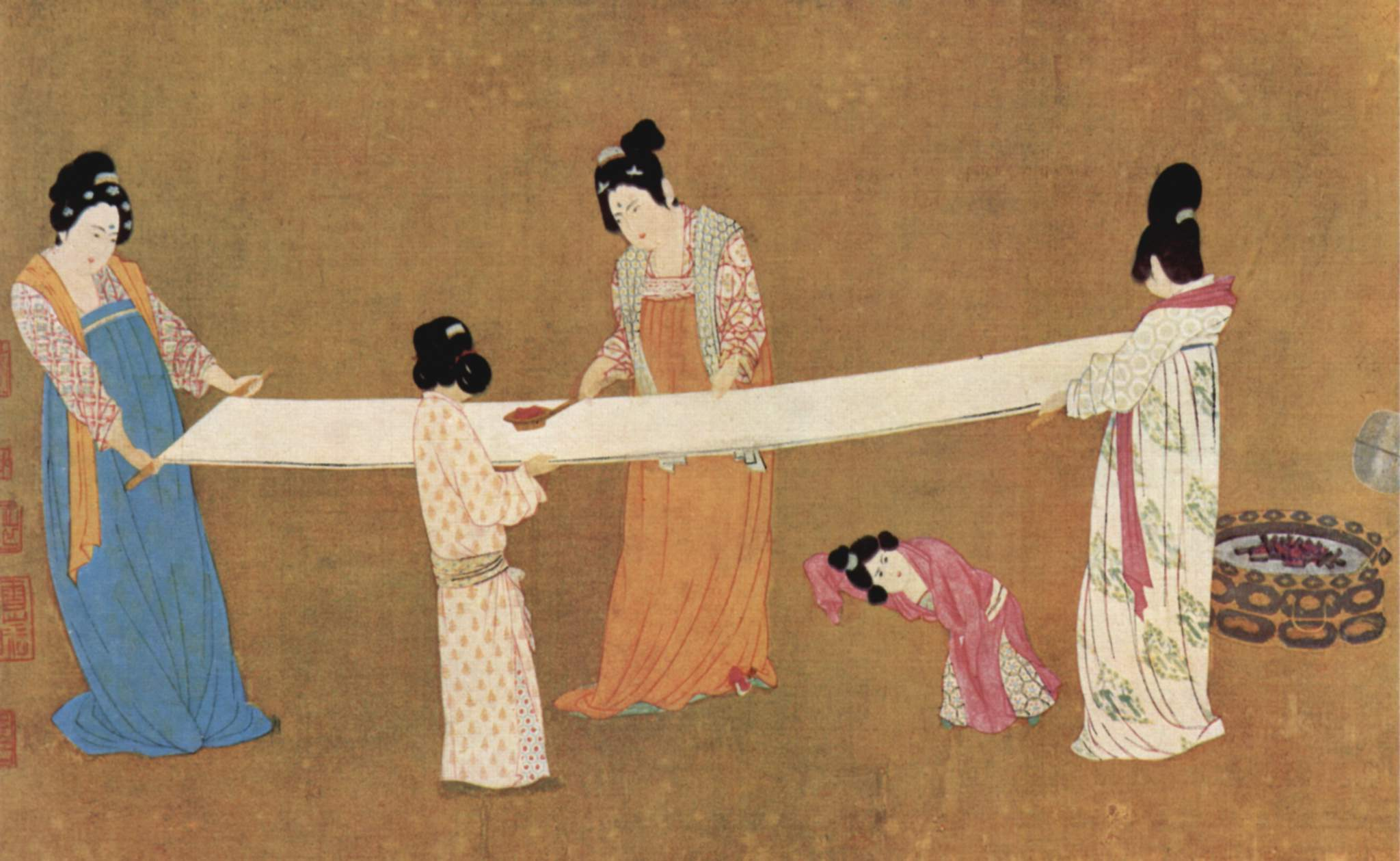
宋徽宗绘制的宫廷仕女织锦图，翻拍自唐代画家张萱 8 世纪的原作。

在中国，古代妇女有不同种类的衣服。这些衣服随着朝代的变化而变化。例如，20世纪20年代，旗袍在社交名流和上层女性中流行；20 世纪 60 年代，非常朴素的服装风格盛行；如今，人们穿着各种各样的时装。中国不同省份和地区也有不同的服装风格。

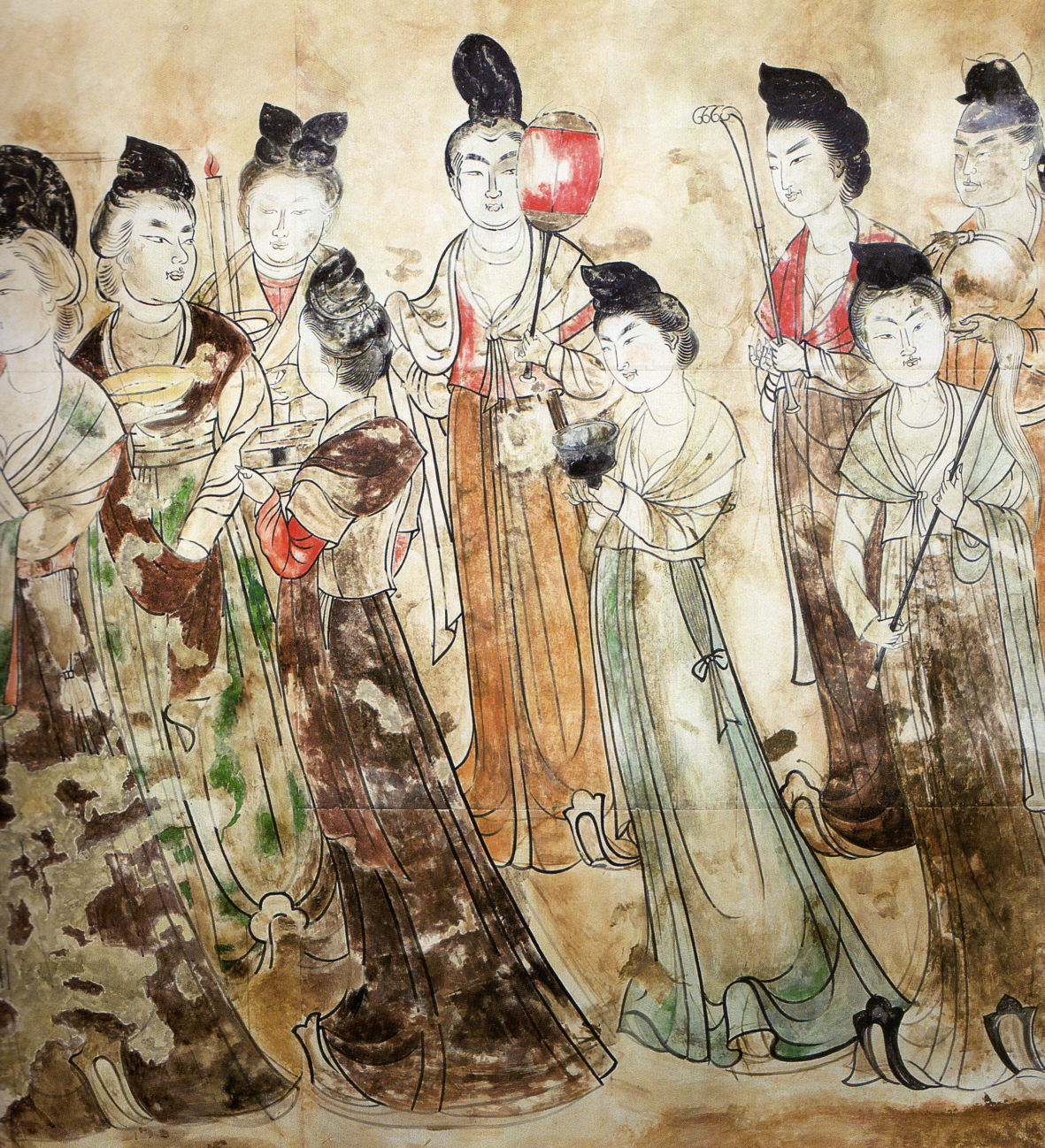
中国陕西西安附近乾陵永泰公主墓中的唐朝宫女。公元 706 年。

秦汉时期，妇女多穿宽松、长袖的衣服。长裙下面是一双高跟木底鞋，上面一般都会有一些刺绣。贵族妇女的手臂上通常缠着一条叫做“巾帼”的头巾，而普通或贫穷的妇女手臂上则没有任何装饰。随着时间的推移，外套越来越短，裙子越来越长。贵族妇女甚至需要侍女帮忙把裙子掀起来，以免裙子被地面弄脏。
隋唐时期，女子服饰有更加开放的趋势。经常穿的是小袖外套，通常是纱线制成的，裙子仍然是长、宽、长围巾。他们可以裸露胸部以上的身体部分。这种布料更能展现女性的美丽。当时流行的另一种衣服是大袖子、短胸衫和长而轻的裙子。
宋代（960 - 1279）的女装与男装的区别是扣子在左边，而不是右边。女士们穿着几乎长及脚踝的长裙或衬衫。他们还穿着短袖或长袖的裙子和夹克。当在外面和路上散步时，富有的妇女都会选择在肩上佩戴紫色的围巾。

## 传统服饰风格

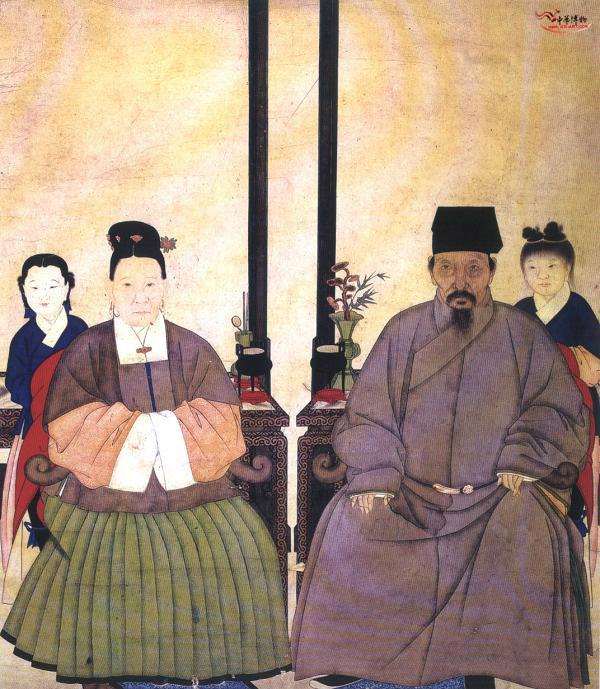
中国明代肖像画。女子身着半臂。

### 半臂
半臂，又称半袖，是一种穿在襦裙外面、有半长袖的背心或外衣。领子的款式多种多样，但可以用领带或金属纽扣固定在前面。据中国记载，半壁服饰风格是由中国人穿的短襦发明的。它最初被指定为宫女的背心，但很快就在平民中流行起来。唐代 《崔小玉传》中，女主角霍小玉大多穿着这种款式。

### 褙子
褙子是一种男女通用的中国传统服饰，类似于斗篷。贝子在明代最为流行，在唐代也被称为半壁，据信是在唐代通过丝绸之路从中亚传入的，当时文化交流频繁。
然而，也有人认为它源自宋代的半壁，当时袖子和衣服都加长了。

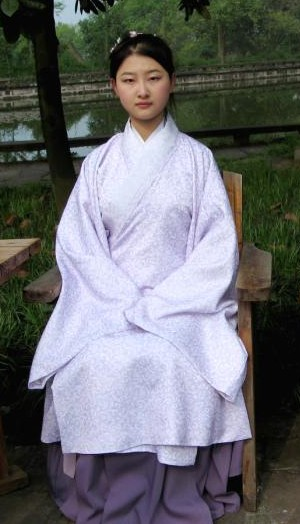
长袄 - 女士正装

### 长袄
长袄是一种中国传统的女性服饰。它是一种正式服装，通常被认为是襦裙的加长版本。但它实际上是由明代的“直裰”发展而来，穿在裙子外面。它是宽袖，比直裰短，侧开衩处没有暗摆（从而露出下面穿的裙子）。通常，衣领上缝有一个可选的可拆卸保护领（护领，字面意思是“保护领”）。护领可以是白色或任何其他（通常是深色）颜色。领子的颜色与衣服的颜色相同。

### 大袖衫
大袖衫，译为 "长袖长袍"，是中国传统的女装，在唐代皇室中最为流行。唐朝盛世结束后，胡服或来自中亚和西亚的服装风格的影响逐渐减弱，唐朝皇室女性的服装风格开始转型。
直到中晚唐时期，皇家女装与其他风格的区别才变得越来越明显。其宽度增加了四尺多，袖子通常宽于 1.3 米。它的特点是独特的骑马装，从地面一直覆盖到胸部以上，腰间缠有绳结，外衣轻薄，有时是透视的，下身系在一起，手臂上通常缠有长围巾。这种服装通常只能遮住女性胸部的一半，因此只有公主或歌女等有一定身份的人才能穿。它被称为 "大秀山"，但在不同时期也被称为 "钿钗礼衣"。钿钗礼衣主要在特殊的礼仪场合穿着，并有不同的变化，主要是不同的衣领（如平行领、交叉领或无领）。

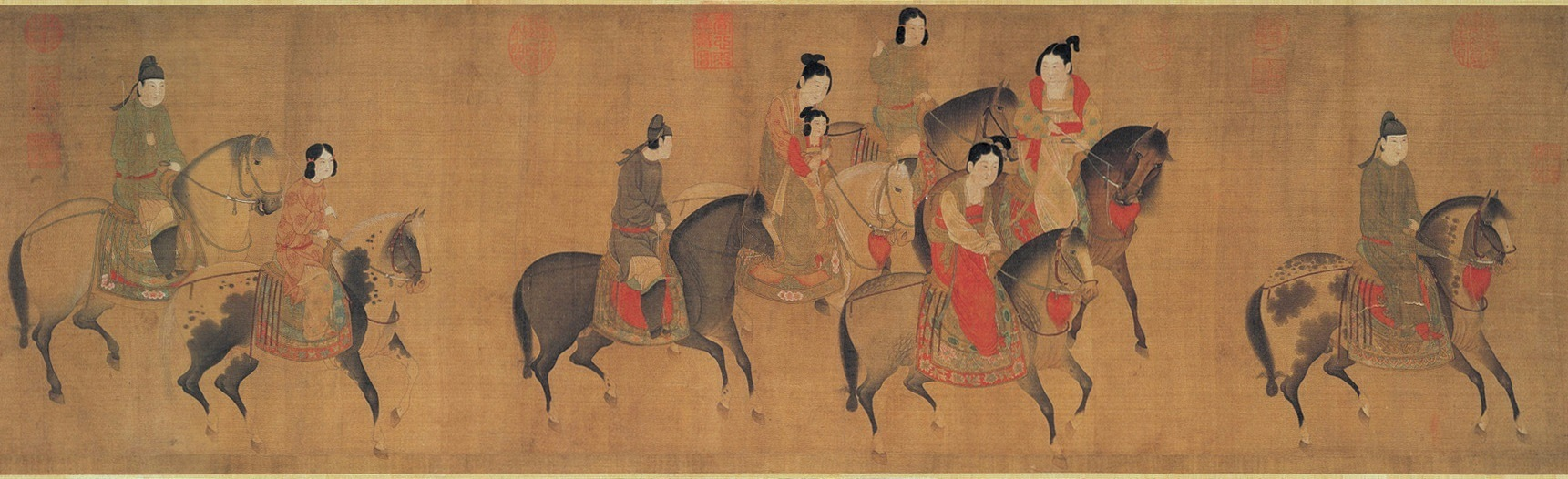
一幅宫女和一名男子骑在马背上，身着上流社会郊游服装的画作，一幅李公麟的 12 世纪画作，以及唐代画家张轩的一幅 8 世纪原作的翻拍品。

### 翟衣
翟衣是明朝皇后和太子妃（皇太子的妻子）所穿的中国传统服装。这是一种仅用于礼仪目的的正装。它是深衣的一种形式，上面绣有长尾雉（翟、狄）和圆花（小轮花）。冕上有凤冠（两侧无珍珠串）。从周朝开始，皇后和其他皇室贵族（在不同朝代有所不同）都会佩戴 "霓裳羽衣"，周朝和宋朝时有不同的名称，如 "褘衣"，汉朝时有 "庙服"。

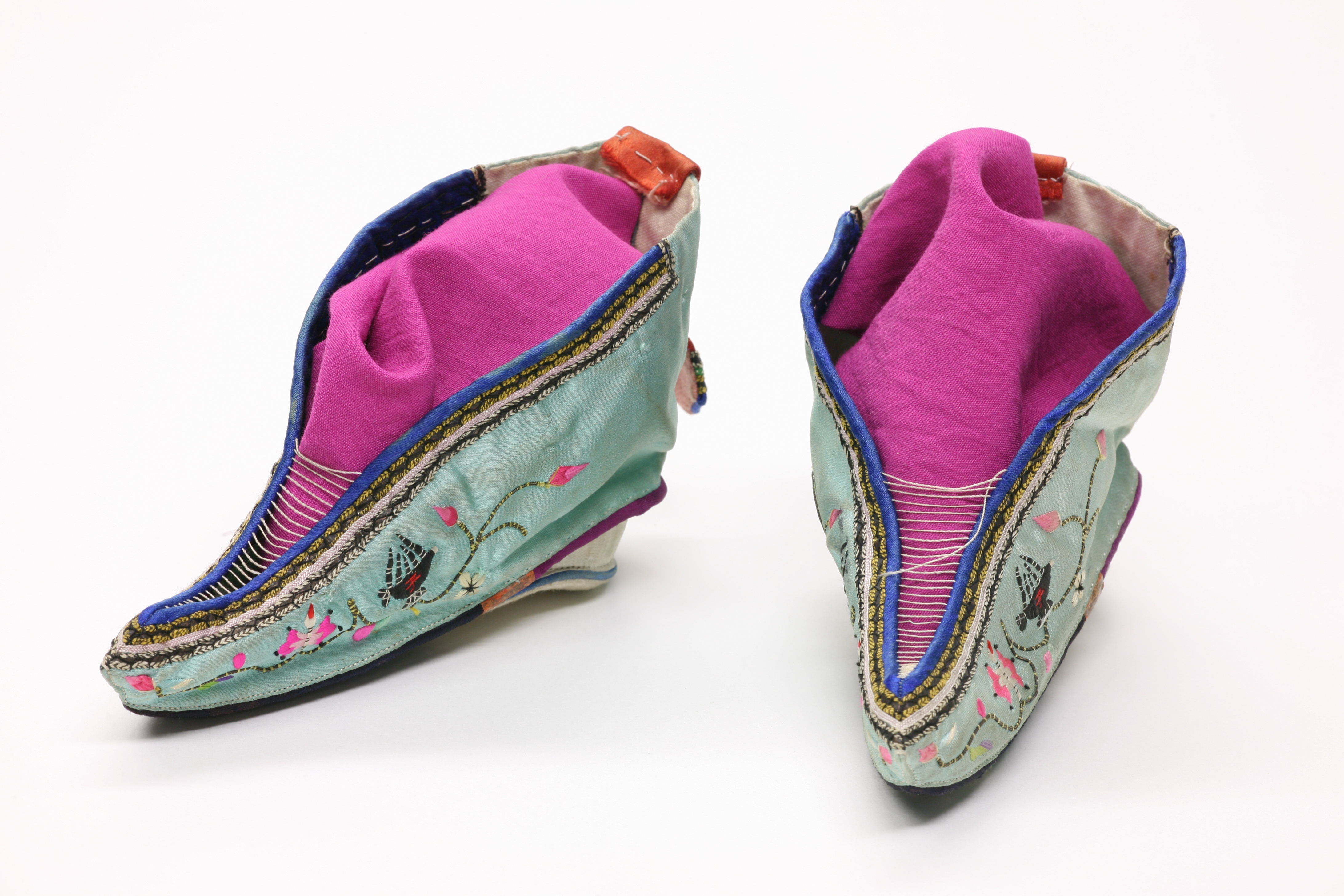
莲履

### 莲履
莲履是中国缠足妇女穿的鞋。这种鞋呈圆锥形或鞘状，看起来像一朵莲芽。它们由棉花或丝绸精心制成，小到可以放在手掌中。有些设计有鞋跟或楔形鞋底。它们有不同的风格和颜色，通常装饰华丽，鞋底可以继续绣上动物或花朵的刺绣图案。有些设计只适合脚尖，穿在长裙下会给人一种小脚丫的错觉。尽管缠足已不再使用，但许多莲花鞋仍作为文物保存在博物馆或私人收藏中。

### 凤冠
凤冠是中国妇女的传统头饰。明代贵族妇女在典礼或官方场合佩戴。它也是新娘的传统头饰。它饰有金龙、翠鸟羽毛制成的凤凰、珠雉、珍珠和宝石。使用的珍珠数量从 3426 颗到 5449 颗不等，使用的宝石数量从 95 颗到 128 颗不等。这些珍珠、宝石和翠鸟羽毛被制作成装饰性的花、叶、云和博鬓（冠侧/后部的 "翅膀"）。整个皇冠的重量在 2 至 3 公斤之间。

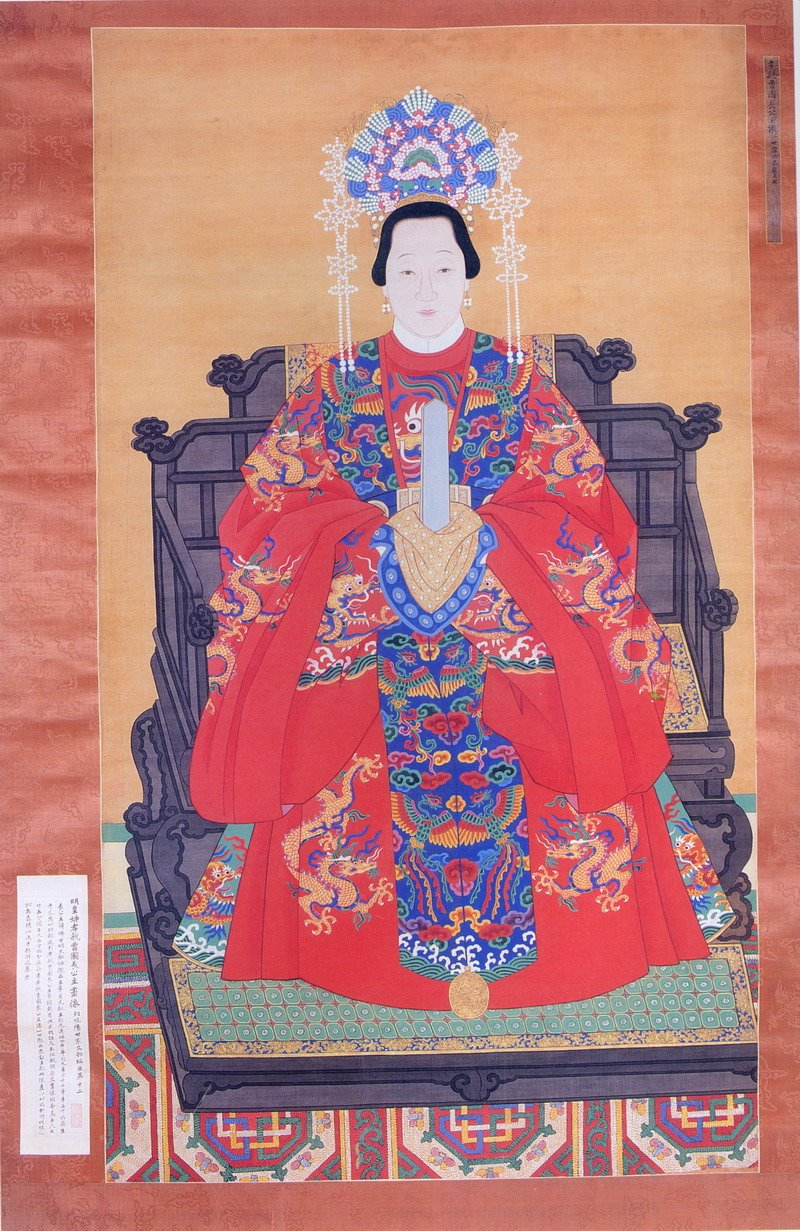
明代圆领袍凤冠霞佩贵妇画像

### 襦裙
襦裙是中国传统服饰（汉服）的一种，主要为女性所穿。它由上衣和裹身裙组成。它历史悠久，自战国时期起就有女性穿着。一般来说，上衣被塞进裙子里。如群在汉代有所衰落，但在南北朝时期又重新流行起来。隋唐时期，裙子在腰部越扎越高，最后扎到胸部以上，并搭配短上衣。除了普通的交领上衣外，这一时期还出现了平行领/直领（对襟）上衣，从而露出乳沟。到了宋代，裙子最终从胸部水平线降回到正常的腰线。
到了明朝，如群成为女性最常见的服装形式。上衣的袖子多为弧形，袖口较窄（琵琶袖）。领子上通常缝有可拆卸的护领。护领可以是白色或其他深色。领子的颜色与衣服相同。清朝初期，裙子多为百褶裙或马面裙。

### 圆领袍
圆领衫是明朝男女官员和贵族最常见的服饰。平民和官员/贵族的圆领衫不同之处在于，官员/贵族的圆领衫上有一个鸳鸯方格（补子）。元陵山的袖子多为弧形，袖口较窄（琵琶袖）。它有一个圆领和两侧开衩。官员/贵族的元陵山也是平民的婚礼服。新郎头戴乌纱帽，身穿九品官袍的元陵山。新娘头戴凤冠，身穿贵妇人的霞帔和红色元琳山。

## 最近的款式

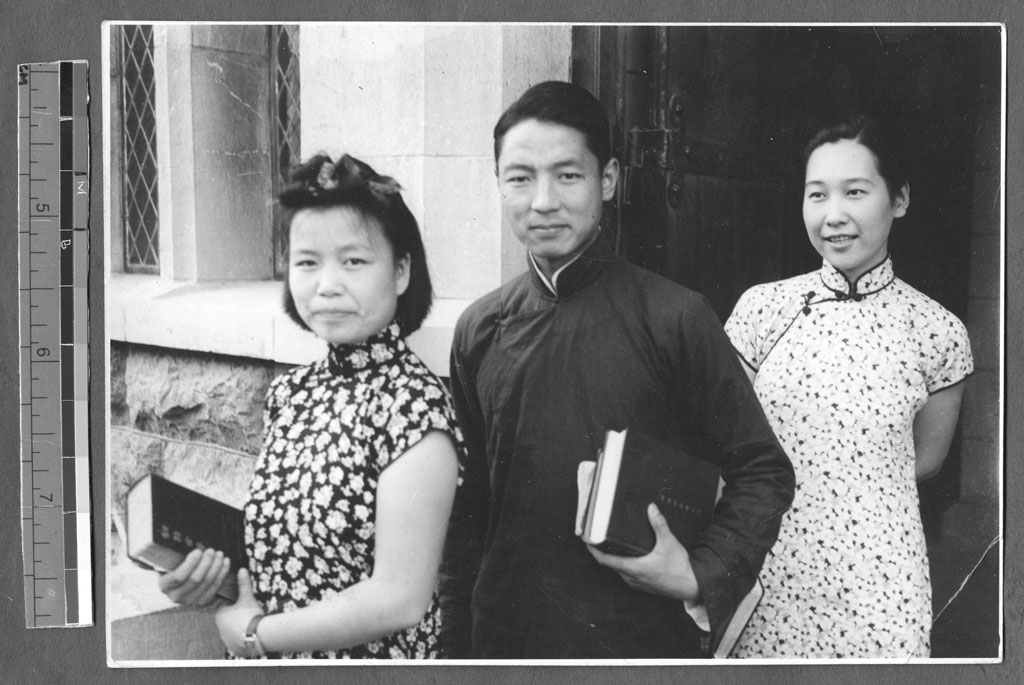
山东齐鲁大学女学生，1941年

### 旗袍
旗袍是一种贴身的连体女式连衣裙（在上海有所改良）；男装为长衫装。旗袍在英语中被称为 "鸳鸯袍"。今天最常见的时尚紧身旗袍或旗袍是 20 世纪 20 年代在上海出现的，由社会名流和上层社会的妇女所创造。

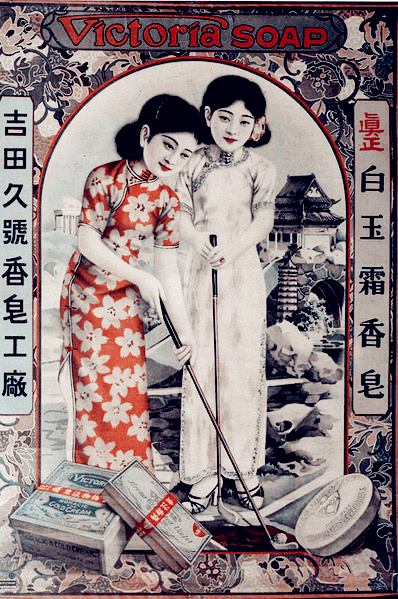
20 世纪 30 年代上海广告中两名穿着旗袍的女性。

### 1960年代
文革期间，几乎任何被视为传统文化一部分的东西都会给共产党红卫兵带来麻烦。牛仔裤、高跟鞋、西式大衣、领带、首饰、旗袍和长发等在公共场合出现时会引起危险注意的物品，被视为资产阶级生活方式的象征，代表着财富。许多这些物品被扔到大街上，让市民难堪。

### 现代
70 年代末共产党放宽服装标准后，中国人的着装方式和时尚潮流发生了巨大变化。当代城市服装似乎更注重品牌。在主要的城市中心，尤其是上海，人们越来越喜欢西式服装，街头的成人服装也强调正装而非休闲装。青少年更喜欢名牌和西式服装。孩子们通常穿装饰有卡通人物的衣服。不过，汉服运动也在努力复兴汉服等传统服装形式。2001 年在上海举行的亚太经济合作组织峰会上，东道主将丝绸刺绣的唐装外套作为中国传统民族服装。
随着智能手机和平板电脑的日益普及，它们与互联网和时尚杂志一样，成为人们获取时尚信息的最常用方式。至于购买服装，实体店仍是主要选择，占据了一半以上的市场份额。